# 東京都道248号府中小平線
東京都道248号府中小平線（とうきょうとどう248ごう ふちゅうこだいらせん）は、東京都府中市と小平市を結ぶ一般都道である。通称「新小金井街道」。

## 概要
全線が多摩南北道路に位置づけられている都市計画道路府中清瀬線に該当する。小金井街道東京都道15号府中清瀬線にほぼ並行して新たに建設されているため、新小金井街道と呼ばれる。
旧甲州街道交点からおよそ650m間は、東京都道110号府中三鷹線との重複区間である。
2006年（平成18年）3月26日午後2時、小平市内の西武新宿線との交差部となる「小平グリーンロード立体」が交通開放され天神町1丁目から錦城高校南の区間が開通し、北側は全線開通となった。
京王線交差部（旧甲州街道 - 白山通り）は2010年（平成22年）3月より京王線の下を都道が潜る形で立体交差の工事を開始し、2009年（平成21年）3月に白山通りから清水下通りの間に清水ヶ丘トンネルが完成、その後2013年（平成25年）3月23日午後3時より248号の南側が開通され、全線開通となった。

## 路線データ
- 起点：府中市是政東京都道9号川崎府中線（本線）交点（是政交番前交差点）
- 終点：小平市大沼町東京都道5号新宿青梅線・東京都道15号府中清瀬線（支線）新青梅街道交点（滝山南交差点）
新青梅街道交点から先、本道と都道15号（支線）、さらに北上して都道40号（支線、本線）とは「新小金井街道」「府中清瀬線」と称され、一連なりの道路として使われている。
- 陸上距離：6,695m
- 面積：134,112m2

## 通過する自治体
- 府中市
- 小金井市
- 小平市

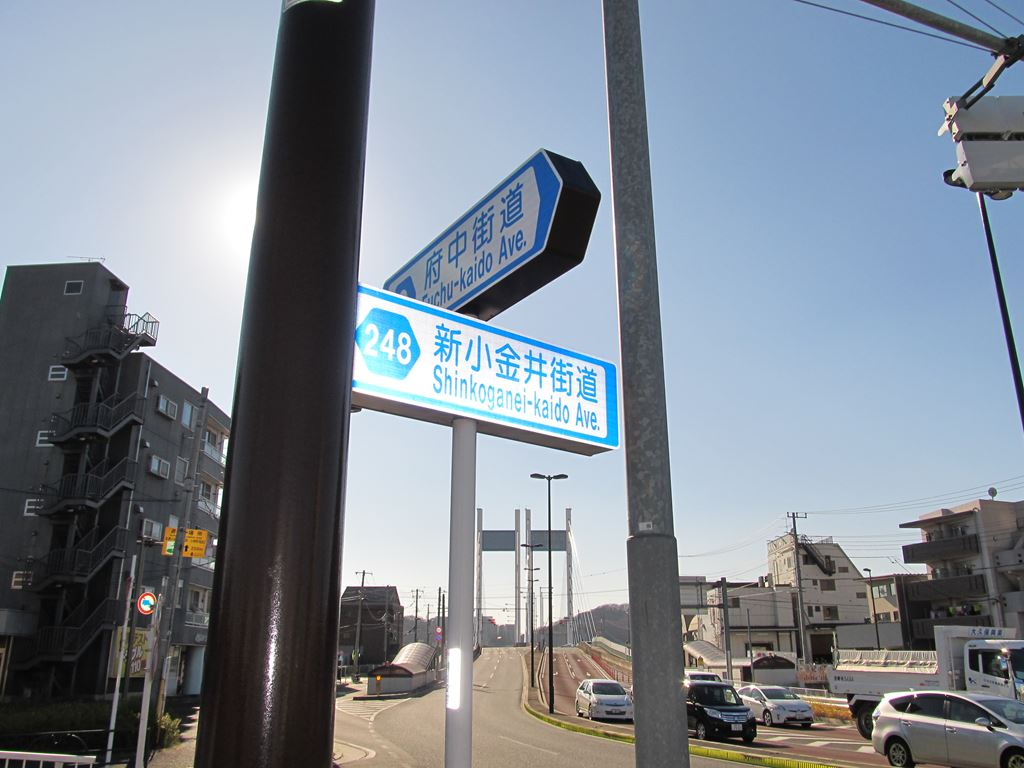
起点。府中街道。是政交番前。是政橋が見える。
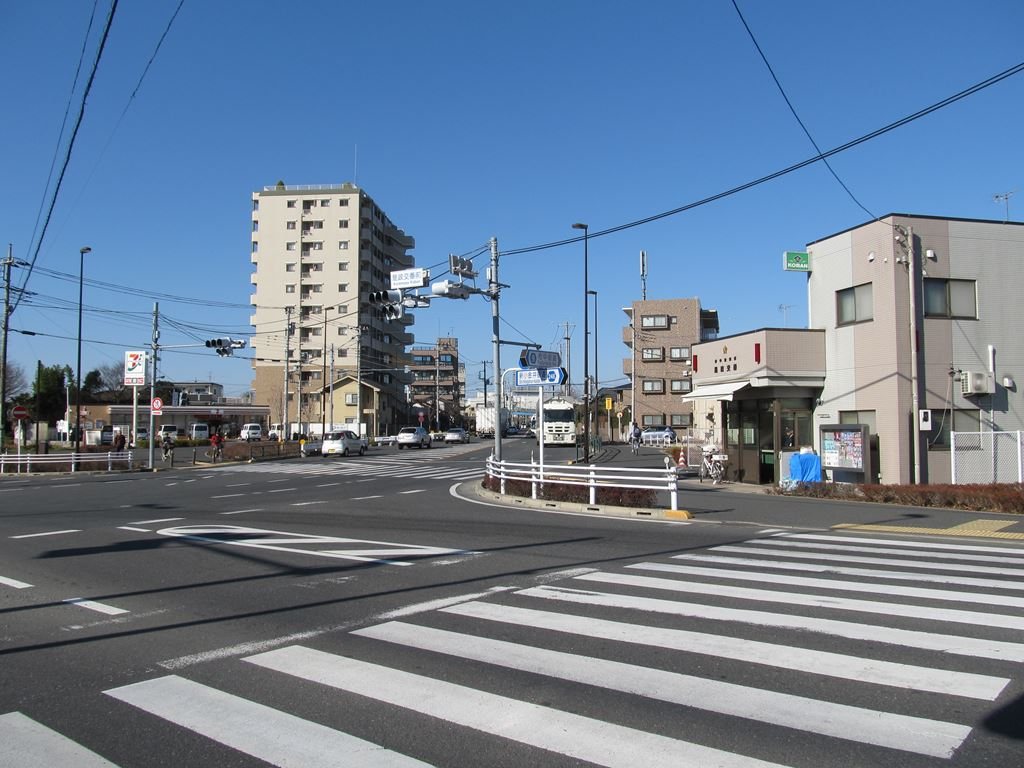
起点。是政交番前。右手。（府中市是政）
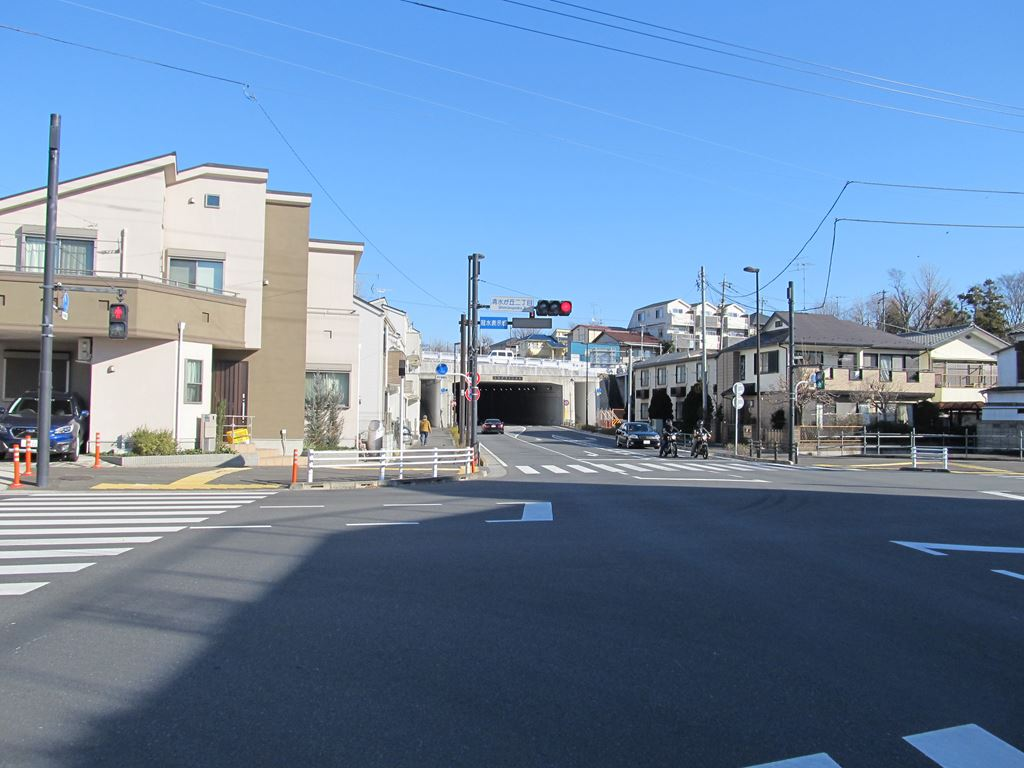
清水が丘二丁目交差点。
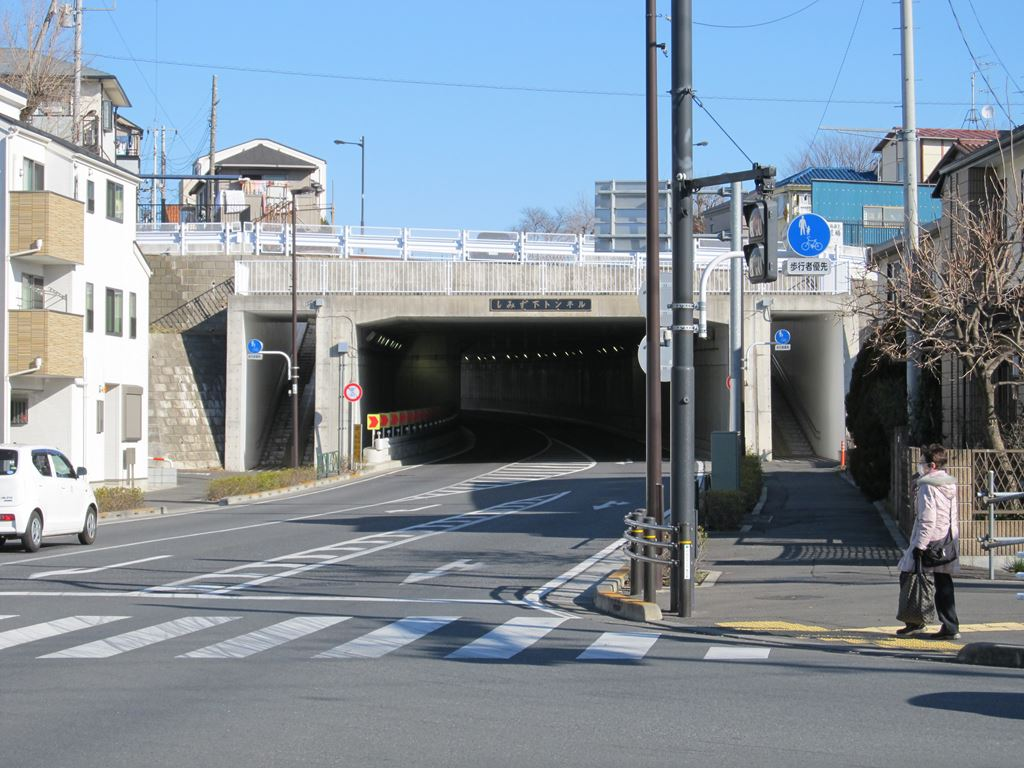
しみず下トンネル。
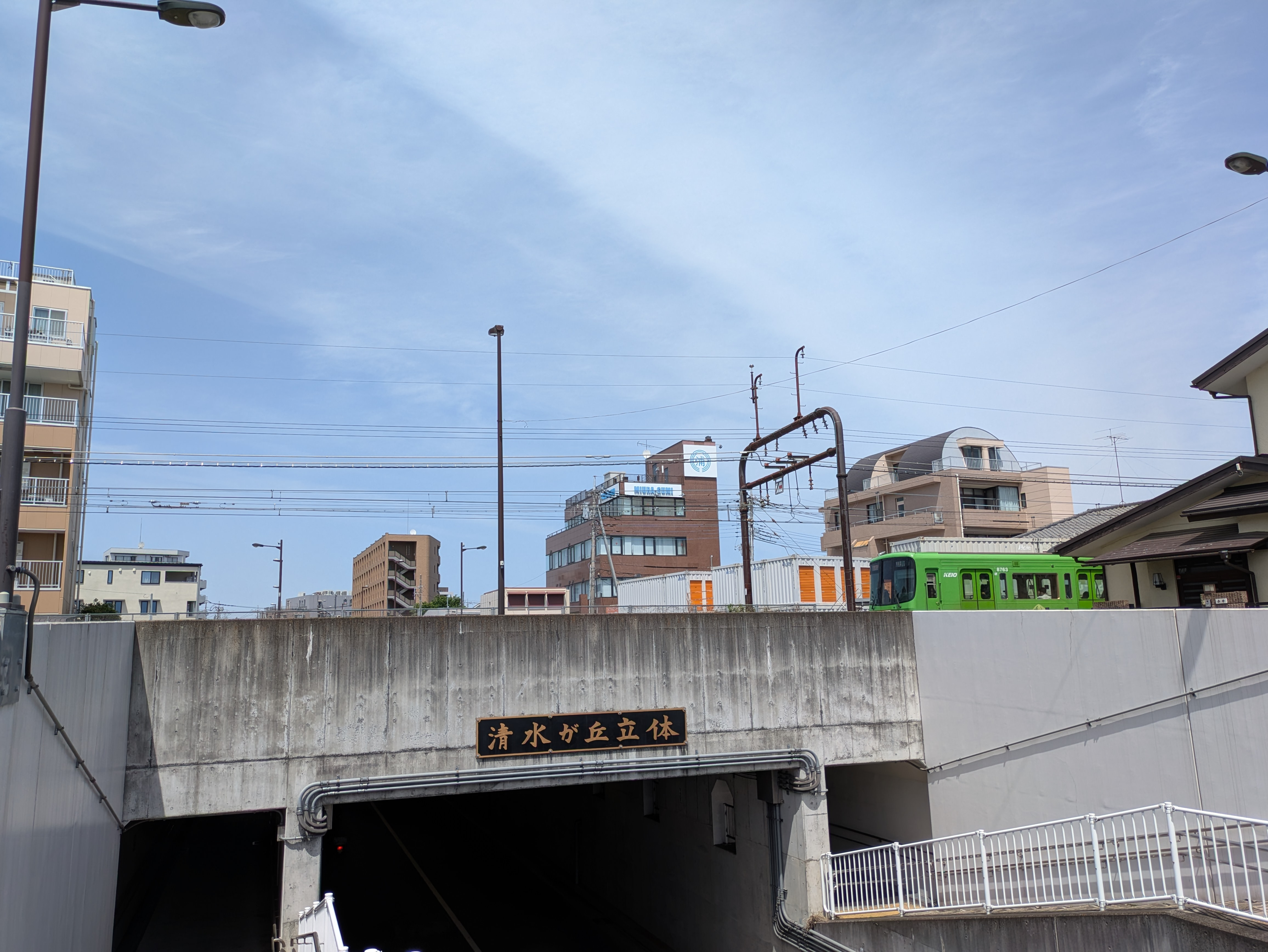
清水が丘立体(京王線交差部)（府中市清水が丘）
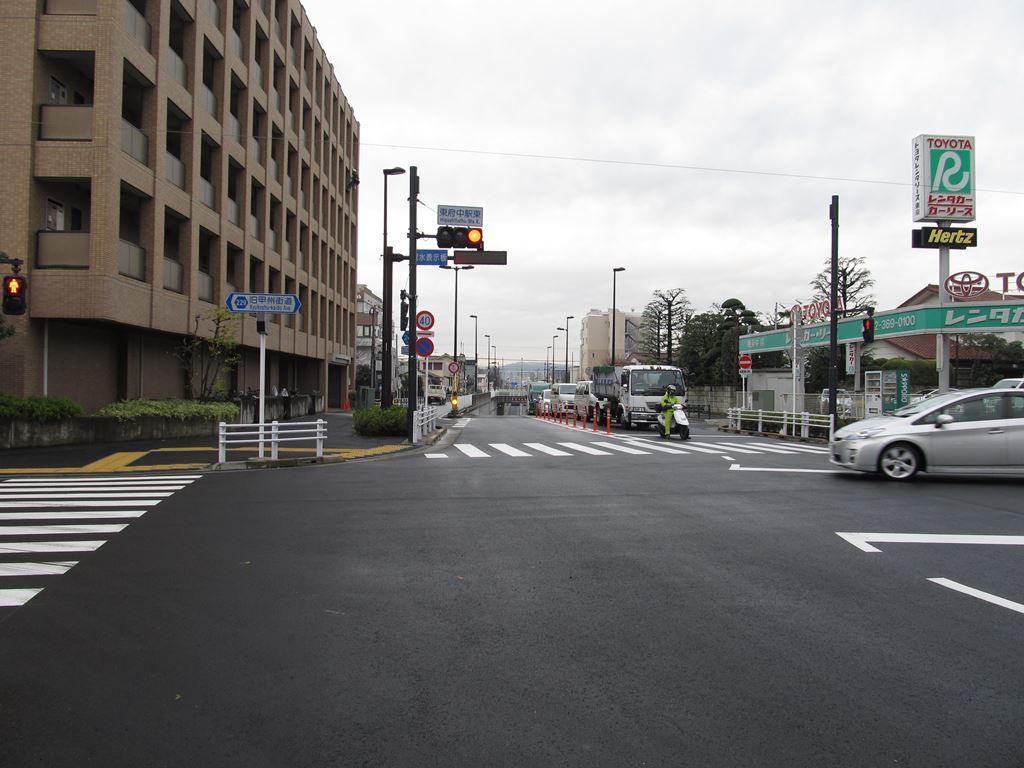
東府中駅東交差点。旧甲州街道と交差する。先に、京王線のトンネルが見える。
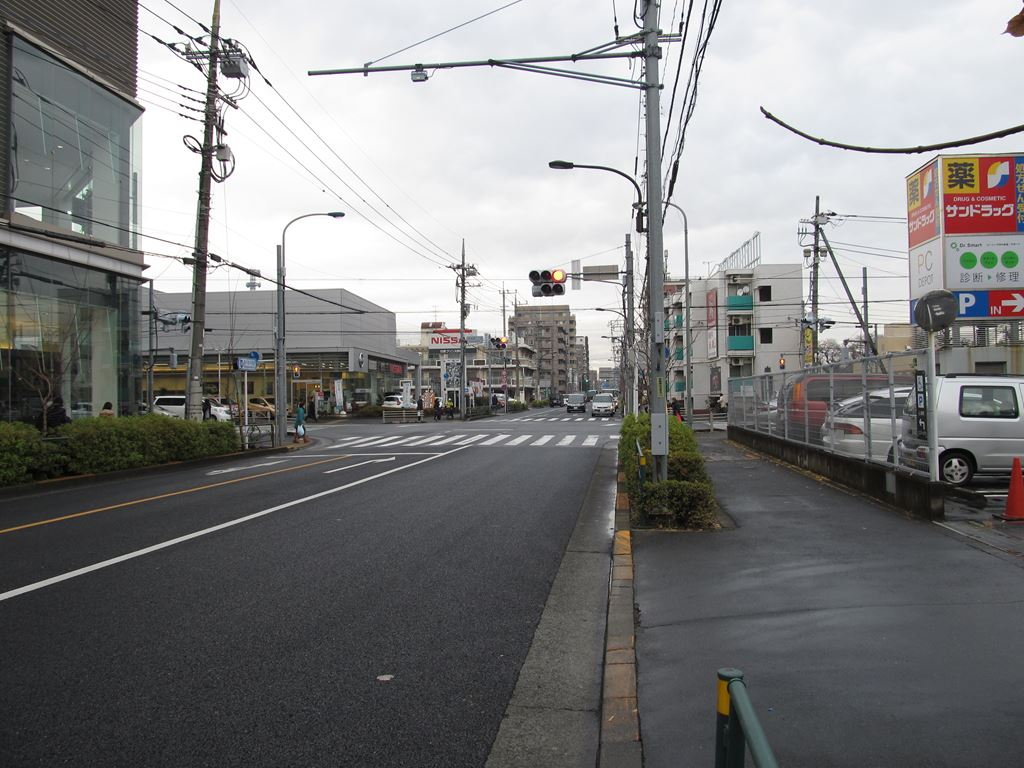
若松町二丁目交差点。甲州街道が左右に横切る。（府中市若松町）
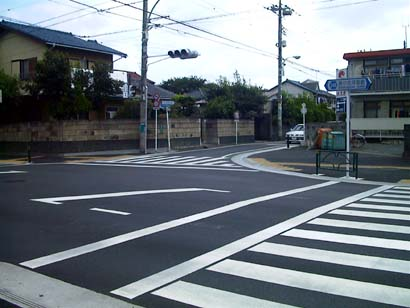
ここから右奥に人見街道を分ける。府中市。
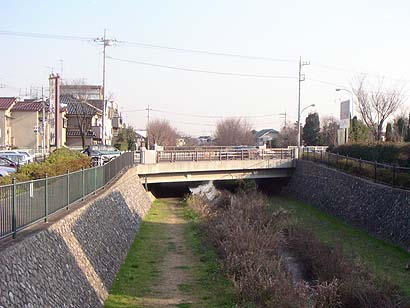
野川を渡る貫井大橋。小金井市。
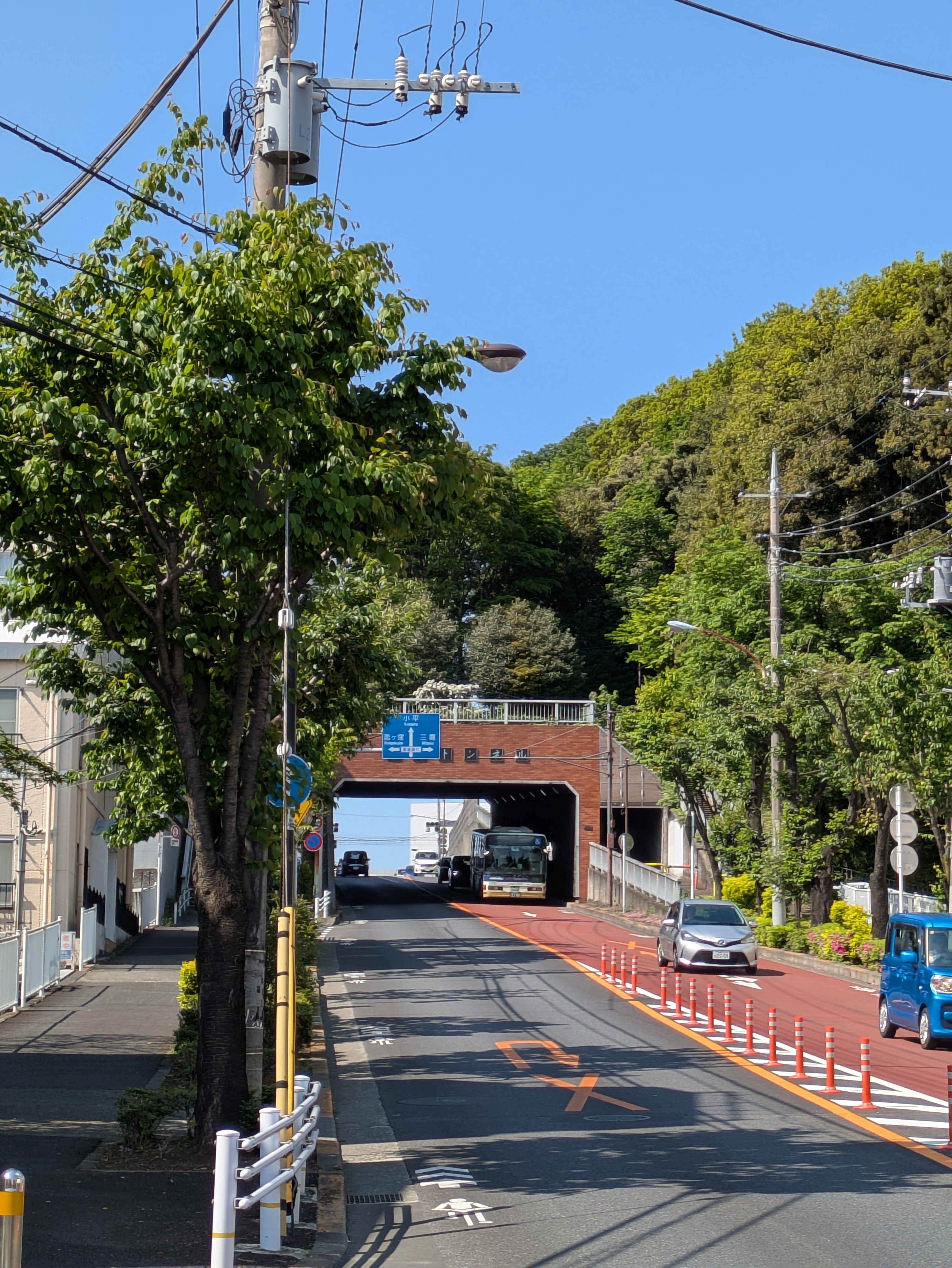
新小金井街道 貫井トンネルと手前の勾配（小金井市貫井南町）
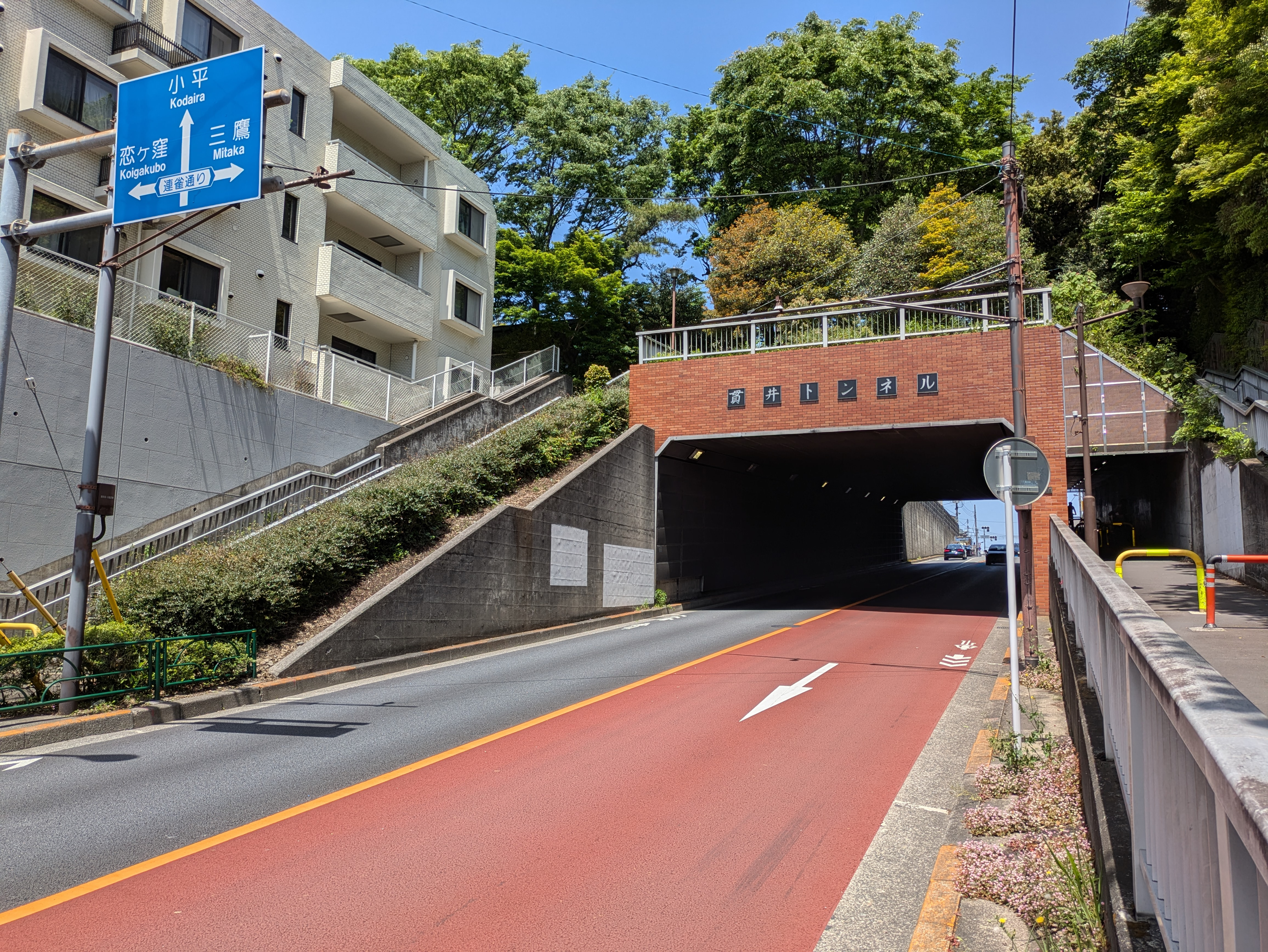
新小金井街道 貫井トンネル（小金井市貫井南町）
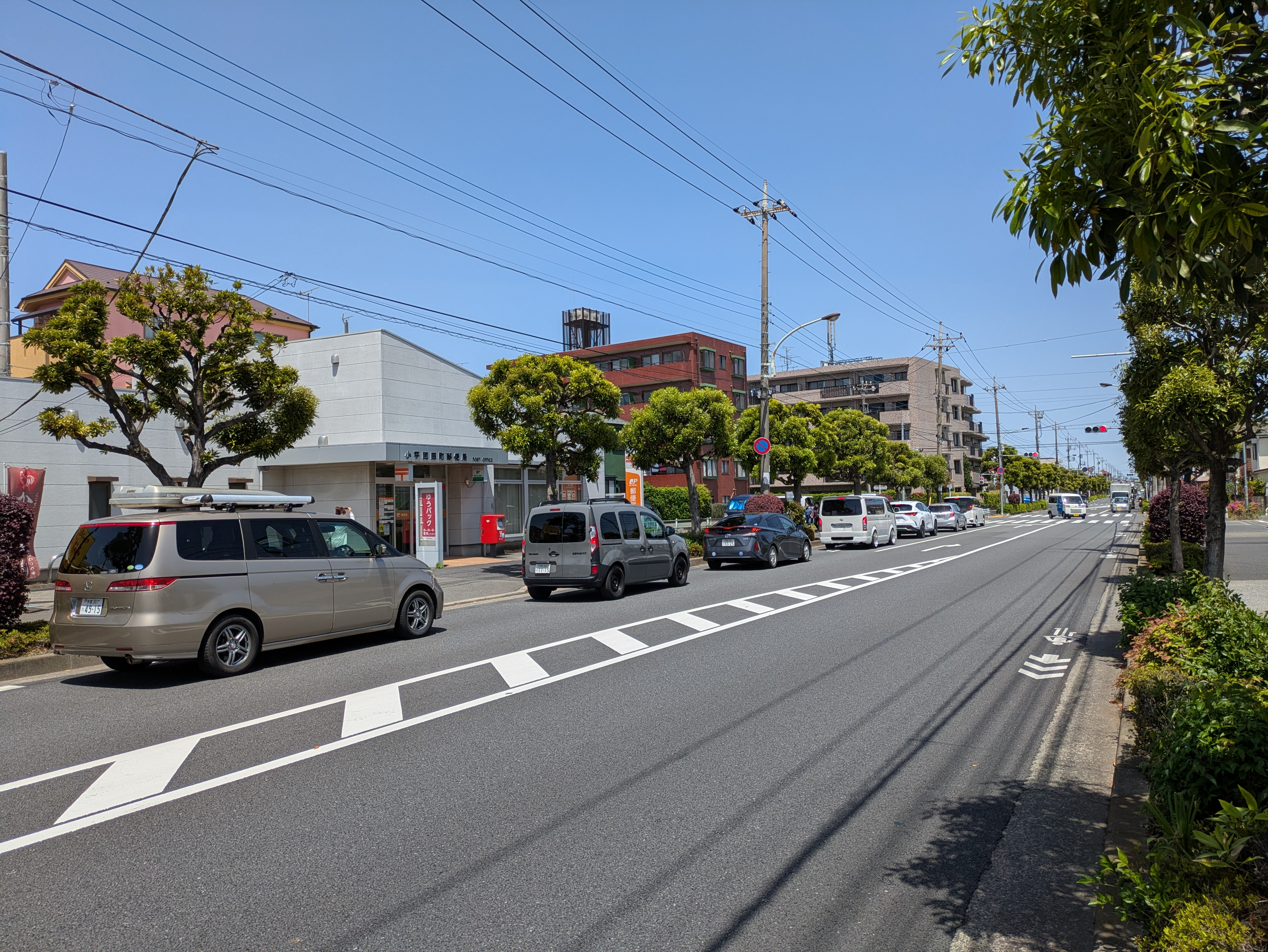
新小金井街道と回田本通り交差点（小平市回田町）
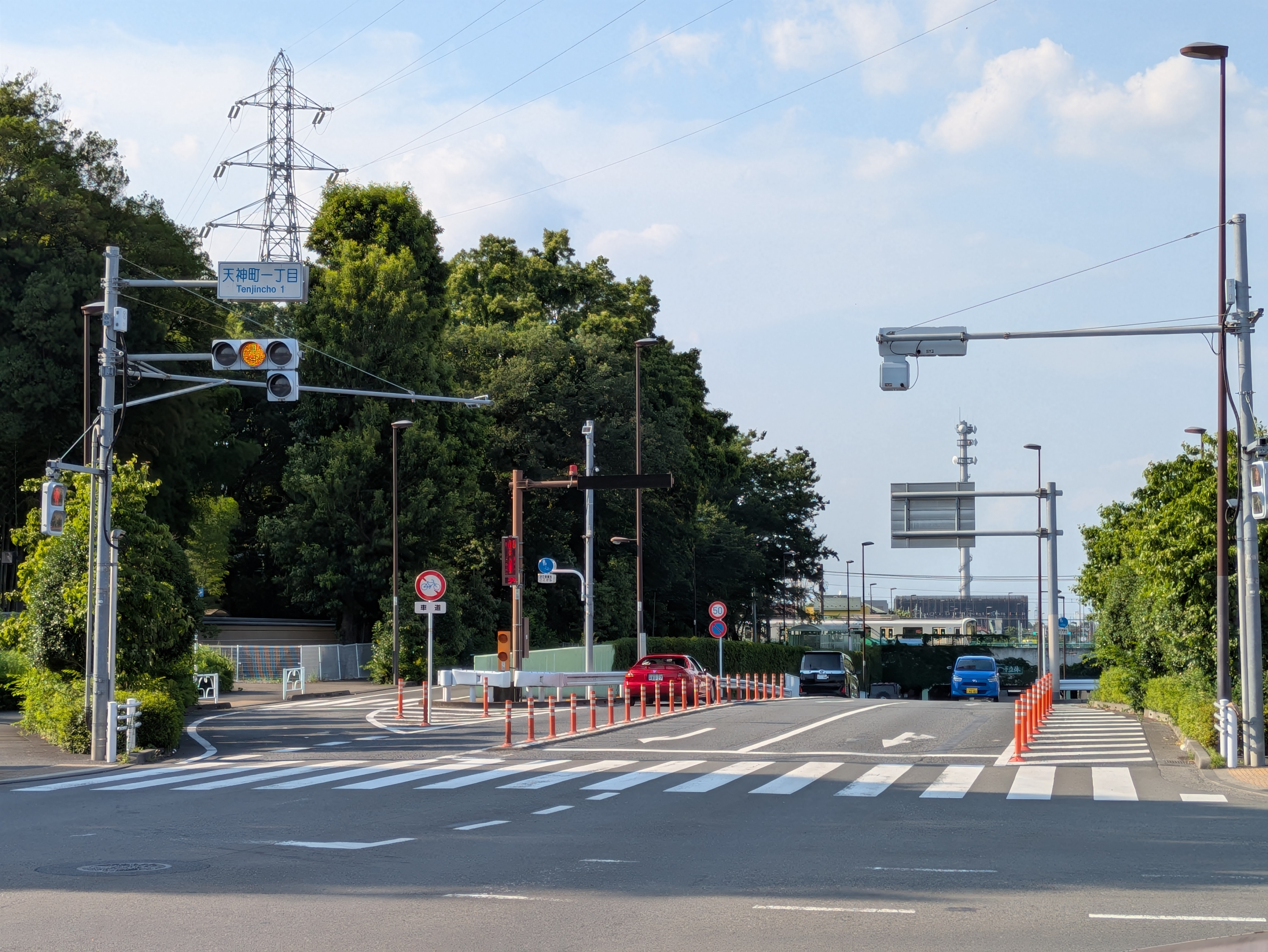
天神町1丁目交差点（小平市天神町）

## 重複区間
- 東京都道9号川崎府中線バイパス（起点付近）
- 東京都道110号府中三鷹線（東京都道229号府中調布線旧甲州街道交点 - 人見街道交点）

## 交差・接続する道路
| 交差する道路                                        | 交差する道路                                  | 交差点名       | 所在地   | 最高速度 （km/h） |
| --------------------------------------------------- | --------------------------------------------- | -------------- | -------- | ----------------- |
| 東京都道9号川崎府中線（府中街道）                   | 東京都道9号川崎府中線（府中街道）             | 是政交番前     | 府中市   | 40                |
| 東京都道9号川崎府中線バイパス                       | （屈折）                                      | （是政二丁目） | 府中市   | 40                |
| 東京都道229号府中調布線（旧甲州街道）               | 東京都道229号府中調布線（旧甲州街道）         | 東府中駅東     | 府中市   | 40                |
| 国道20号（甲州街道）                                | 国道20号（甲州街道）                          | 若松町2丁目    | 府中市   | 50                |
| 東京都道110号府中三鷹線（人見街道）                 |                                               |                | 府中市   | 50                |
| 東京都道15号府中清瀬線（小金井街道）                | 東京都道15号府中清瀬線（小金井街道）          | 前原交番西     | 小金井市 | 50                |
| 東京都道14号新宿国立線（東八道路）                  | 東京都道14号新宿国立線（東八道路）            | 小金井南中西   | 小金井市 | 50                |
| 東京都道134号恋ヶ窪新田三鷹線（連雀通り）           | 東京都道134号恋ヶ窪新田三鷹線（連雀通り）     | 小金井警察署前 | 小金井市 | 50                |
| 東京都道136号武蔵小金井停車場貫井線                 | 東京都道136号武蔵小金井停車場貫井線           | 貫井北町1丁目  | 小金井市 | 50                |
| 東京都道7号杉並あきる野線（五日市街道）             | 東京都道7号杉並あきる野線（五日市街道）       | 茜屋橋         | 小平市   | 50                |
| 東京都道132号小川山田無線                           | 東京都道132号小川山田無線                     | 鈴木町1丁目    | 小平市   | 50                |
| 東京都道5号新宿青梅線（青梅街道）                   | 東京都道5号新宿青梅線（青梅街道）             | 天神町1丁目    | 小平市   | 50                |
| 東京都道227号小平停車場野中新田線（東京街道）       | 東京都道227号小平停車場野中新田線（東京街道） | 錦城高校西     | 小平市   | 50                |
| 東京都道5号新宿青梅線バイパス（新青梅街道）         | 東京都道5号新宿青梅線バイパス（新青梅街道）   | 滝山南         | 小平市   | 40                |
| 東京都道15号府中清瀬線支線（新小金井街道） 清瀬方面 |                                               |                |          |                   |

## 橋梁
- 貫井大橋(ぬくいおおはし・野川)
- 茜屋橋（あかねやばし・玉川上水）

## トンネル等
南から
- しみず下トンネル（ハケ）
- 清水が丘立体（京王線）

## 沿線の主な施設
- 是政駅
- 東京競馬場
- 東府中駅
- 東京都立府中工科高等学校
- 府中の森公園
- 府中の森芸術劇場
- 浅間山公園
- 東京工学院専門学校
- 小金井警察署
- きたまちセンター
- 東京学芸大学
- 中央大学附属中学校・高等学校
- 東京都道253号保谷狭山自然公園自転車道線
- 小平中央リハビリ病院
- 錦城高等学校
- FC東京小平グランド

## 備考
- 「新小金井街道」という名称ではあるが、西武多摩川線新小金井駅（小金井市東町）近辺を通る街道というわけではない。あくまで既存の「小金井街道」の後に建設・開業している道路であるが故の「新〜」と言う名称（通称）の道路である。
- 府中・小金井方向から小平方向へ抜けるために小金井街道および新小金井街道があるのだが、小金井街道は中央線の小金井街道踏切（通称・開かずの踏切）があったため（2009年12月に高架化で踏切は解消）、豊田車両センター武蔵小金井派出所付近で中央線を立体交差で抜けることが出来る新小金井街道は朝夕を主として慢性的な渋滞がある。
- 小平市にある青梅街道・交差点と、東京街道・錦城高校交差点がアンダーパス・片側3車線で開通した後、西武新宿線踏切を通過せずに南北の往来が可能となったことから、朝夕ラッシュ時のみならず日中でも酷い道路渋滞が起こる事が多い。利用・通過時は注意。
- 中央線高架から五日市街道の間はラーメン店が多く、ラーメン雑誌などでもよく紹介される有名な激戦地であったが、2000年代以降の駐車禁止取り締まり強化の影響を受け、駅からも遠く人口集積施設にも乏しいことからその数は激減している。